# 布賴特沃特斯 (紐約州)
布賴特沃特斯（英語：Brightwaters）是位於美國紐約州薩福克縣的村。

## 人口
根據2020年美國人口普查的數據，布賴特沃特斯的面積為2.56平方千米，當中陸地面積為2.50平方千米，而水域面積為0.00平方千米。當地共有人口3181人，而人口密度為每平方千米1,243人。